# Serguéi Jodos
Serguéi Víktorovich Jodos –en ruso, Сергей Викторович Ходос– (Ust-Kamenogorsk, URSS, 14 de julio de 1986) es un deportista ruso, de origen kazajo, que compite en esgrima, especialista en la modalidad de espada.
Participó en dos Juegos Olímpicos de Verano, obteniendo una medalla de plata en Tokio 2020, en la prueba por equipos (junto con Serguei Bida, Pavel Sujov y Nikita Glazkov), y el sexto lugar en Río de Janeiro 2016, en la misma prueba. En los Juegos Europeos de Bakú 2015 ganó dos medallas de plata, en las pruebas individual y por equipos.
Ganó dos medallas de bronce en el Campeonato Mundial de Esgrima, en los años 2017 y 2018, y seis medallas en el Campeonato Europeo de Esgrima entre los años 2011 y 2019.

## Palmarés internacional
| Juegos Olímpicos   | Juegos Olímpicos        | Juegos Olímpicos  | Juegos Olímpicos   |
| Año                | Lugar                   | Medalla           | Prueba             |
| ------------------ | ----------------------- | ----------------- | ------------------ |
| 2020               | Tokio (Japón)           | Medalla de plata  | Espada por equipos |
| Campeonato Mundial |                         |                   |                    |
| Año                | Lugar                   | Medalla           | Prueba             |
| 2017               | Leipzig (Alemania)      | Medalla de bronce | Espada por equipos |
| 2018               | Wuxi (China)            | Medalla de bronce | Espada por equipos |
| Juegos Europeos    |                         |                   |                    |
| Año                | Lugar                   | Medalla           | Prueba             |
| 2015               | Bakú (Azerbaiyán)       | Medalla de plata  | Espada individual  |
| 2015               | Bakú (Azerbaiyán)       | Medalla de plata  | Espada por equipos |
| Campeonato Europeo |                         |                   |                    |
| Año                | Lugar                   | Medalla           | Prueba             |
| 2011               | Sheffield (Reino Unido) | Medalla de bronce | Espada por equipos |
| 2014               | Estrasburgo (Francia)   | Medalla de bronce | Espada por equipos |
| 2017               | Tiflis (Georgia)        | Medalla de oro    | Espada por equipos |
| 2017               | Tiflis (Georgia)        | Medalla de bronce | Espada individual  |
| 2018               | Novi Sad (Serbia)       | Medalla de oro    | Espada por equipos |
| 2019               | Düsseldorf (Alemania)   | Medalla de oro    | Espada por equipos |